# SV Wannweil
Der Sportverein 1921 Wannweil e. V. ist ein deutscher Sportverein mit Sitz in der baden-württembergischen Gemeinde Wannweil im Landkreis Reutlingen.

## Geschichte
Die Vereinsgründung fand 1921 statt. In der Spielzeit 1929/30 wurde die erste Fußball-Mannschaft Meister der A-Klasse Roßberggau. Nach der Saison 1968/69 stieg die Mannschaft in die damals drittklassige 1. Amateurliga Schwarzwald-Bodensee auf. Mit 20:40 Punkten und dem 15. Platz folgte in der ersten Saison der Abstieg in die 2. Amateurliga. Im Folgejahr gelang nach der Saison 1970/71 der direkte Wiederaufstieg. Ein Jahr später erfolgte mit 17:43 Punkten  der erneute Abstieg in die  2. Amateurliga. In der Saison 2021/22 spielt der SV Wannweil in der zehntklassigen Kreisliga B.

## Persönlichkeiten
- Hans Hipp (1912–2001), Fußballtrainer in der Nachkriegszeit
- Guido Buchwald (* 1961), Fußballspieler in der Jugend später u. a. zweimal deutscher Meister mit dem VfB Stuttgart